# Municipio de Grayling
El municipio de Grayling (en inglés: Grayling Township) es un municipio ubicado en el condado de Crawford en el estado estadounidense de Míchigan. En el año 2010 tenía una población de 5827 habitantes y una densidad poblacional de 12,88 personas por km².

## Geografía
El municipio de Grayling se encuentra ubicado en las coordenadas 44°40′40″N 84°38′33″O / 44.67778, -84.64250. Según la Oficina del Censo de los Estados Unidos, el municipio tiene una superficie total de 452.56 km², de la cual 442,2 km² corresponden a tierra firme y (2,29 %) 10,36 km² es agua.

## Demografía
Según el censo de 2010, había 5827 personas residiendo en el municipio de Grayling. La densidad de población era de 12,88 hab./km². De los 5827 habitantes, el municipio de Grayling estaba compuesto por el 97,2 % blancos, el 0,33 % eran afroamericanos, el 0,5 % eran amerindios, el 0,5 % eran asiáticos, el 0,17 % eran de otras razas y el 1,3 % eran de una mezcla de razas. Del total de la población el 1,22 % eran hispanos o latinos de cualquier raza.